# Bubwith
Bubwith – wieś w Anglii, w hrabstwie East Riding of Yorkshire. Leży 40 km na zachód od miasta Hull i 262 km na północ od Londynu. W 2001 miejscowość liczyła 1104 mieszkańców.